# Ali Boulebda
Ali Boulebda est un footballeur international algérien, né le 21 août 1980 à Souk Ahras (Algérie).
Il compte 3 sélections en équipe nationale entre 2000 et 2006.

## Carrière
- 1999-janvier 2004 :  Nîmes Olympique
- janvier 2004-2004 :  Clermont Foot
- 2004-janvier 2011 :  US Créteil-Lusitanos
- depuis janvier 2011 :  USM Alger[1],[2],[3]

## Statistiques
- 161 matchs (25 buts) en L2
- 88 matchs (21 buts) en National
- 3 matchs en équipe nationale d'Algérie

Dernière mise à jour à la fin de la saison 2008-2009